# Pidhajci (obwód lwowski)
Pidhajci (ukr. Підгайці) – wieś na Ukrainie, w obwodzie lwowskim, w rejonie lwowskim, w hromadzie Obroszyn. W 2001 roku liczyła 181 mieszkańców.
Do 1946 roku miejscowość nosiła nazwę Ferdynandówka (ukr. Фердинандівка, Ferdynandiwka).

## Historia
Pod koniec XIX wieku miejscowość opisywano jako przysiółek Stawczan w powiecie gródeckim.